# 公义镇
公义镇，是中华人民共和国四川省眉山市彭山区下辖的一个乡镇级行政单位。2019年12月，撤销保胜乡，将其所属行政区域划归公义镇管辖。

## 行政区划
公义镇下辖以下地区：
公义场社区、马林村、红旗村、鹤林村、新开村、欣荣村、农乐村、五马村和新桥村。